# Jacob Reenstierna den yngre

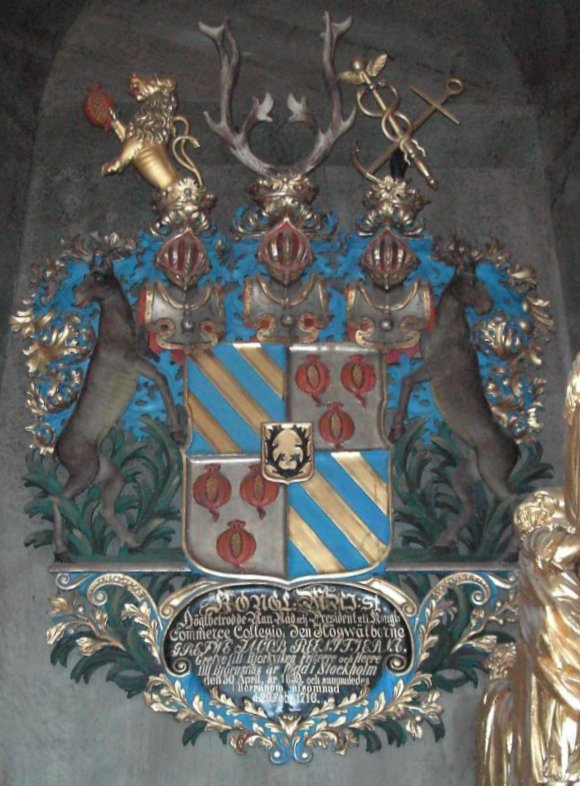
Minnestavla för Jacob Reenstierna den yngre.

Jacob Reenstierna, född den 30 april 1659 i Stockholm, död 29 februari 1716, var en svensk greve och ämbetsman. 

## Biografi
Jacob Reenstierna föddes 1659 i Stockholm. Han var son till kommissarien i generalkommerskollegium Jacob Momma (1669 adlad Reenstierna) och Elisabet Kock. Reenstierna studerade 28 september 1672 vid Uppsala universitet och 1674 vid Leipzig universitet. Efter utländska studieresor anställdes han 1683 som sekreterare i bergskollegium. Han försökte sig också någon tid med anläggning av ett silverbruk i Regna socken i Östergötland (1685),  men återgick snart till ämbetsmannabanan, där han först befordrades till assessor i Svea hovrätt och 1692 till lagman i Halland. Känd som en skicklig ämbetsman blev han 1710 landshövding i Stora Kopparbergs län, 1711 friherre, 1712 kungligt råd och styresman över kontributionsrenteriet, 1713 president i kommerskollegium samt förlänades 1714 grevlig värdighet. År 1697 grundade han Hults bruk.
Orsaken till dessa snabba befordringar har tillskrivits hans villiga medverkan till det stränga beskattningssystem, som 1710 infördes för krigets fortsättande. I rådet kom han i skarp fiendskap med Arvid Horn och Gustaf Cronhielm samt förleddes snart av girighet att bringa sig själv på fall, då han lät muta sig av holländska köpmän att befordra deras merkantila intresse och icke ens skydde att till den ändan förfalska ett rådsbeslut, varigenom dem tillerkända förmåner förökades. Saken drogs inför Svea hovrätt, men redan före dess dom, som blev avsättning och böter, hunnit falla, avled han.
Han tillbringade den mesta tiden på Björnviken där han skapade ett ståndsmässigt hem. Den grevliga ätten Reenstierna utslocknade på svärdssidan 1783 med hans sonson, Fredrik Ulrik Reenstierna, landshövding i Östergötland och framstående deltagare i frihetstidens riksdagar.
I Hedvigs kyrka i Norrköping finns släktens vapensköld uppsatt. Den bär följande inskription:
Kongl. Maj:ts Högtbetrode man, Råd och President uti Kongl. Commcerce Collegio, den högvälborne Grefve Jacob Reenstierna till Björnviken, Friherre och Herre till Björnsnäs, är född i Stockholm den 30 april 1659 och sammaledes i Herranom afsomnad den 29 Febr. 1716

### Egendom
Han ägde säterierna Björnsnäs och Björnviken i Kvillinge socken i Östergötland. Dessutom ägde han Skeppsta bruk i Södermanland som han ärvt av sin farbror Willem Reenstierna. 

### Familj
Reenstierna gifte sig 9 januari 1687 med  Magdalena Toutin (1670–1753), dotter av hovjuveleraren Valentin Toutin  och Gertrud Uttenhofen i Stockholm. De fick tillsammans barnen Gustaf Reenstierna (1687–1700), Jakob Reenstierna (1689–1691), Jakob Reenstierna (1692–1694) och hovrådet Axel Reenstierna (1695–1730).

## Översättning
- Ovidius: Någre fabler af Ovidii Metamorphoses förswänskade (Stockholm, 1708)